# Mastotermes darwiniensis
Mastotermes darwiniensis ist eine in Australien heimische Termitenart. Sie ist die einzige rezente Art der Gattung Mastotermes und der ganzen Familie Mastotermitidae; es sind jedoch weitere fossile Taxa bekannt.

## Merkmale
Mastotermes darwiniensis wird 10 bis 15 Millimeter lang und ähnelt den Schaben, den nächsten Verwandten der Termiten. Sie hat Tarsen mit fünf Gliedern, einen kleinen Analfächer im Hinterflügel und weitere plesiomorphe Merkmale. Die 16 bis 24 Eier werden mit einer Gelatinemasse zusammengeklebt.
Im Verdauungstrakt leben mehrere symbiontische Einzeller: der hypermastigote Flagellat Koruga bonita, Deltatrichonympha operculata und Mixotricha paradoxa. Blattabacterium cuenoti ist ein Bakterium, welches Zellen im Abdomen bewohnt.